# ریاکاری در ایران
ریاکاری در ایران (همچنین مورد اشاره قرار می‌گیرد: ریا در ایران، تظاهر در ایران، فریب‌کاری در ایران) به دلایل فرهنگی (معمولاً از سوی جامعه) و سیاسی (از سوی حکومت‌ها) نهادینه شده‌است و حالتی تاریخی در این کشور دارد.
ریا کاری و فریب که اقلب در بخث اقتصادی بکار گرفته میشوند باید اذعان داشت که سیاستهای غلط حکومت وقت باعث بروز چنین پدیده غیر اخلاقی می‌شود

## ریاکاری جامعه
تحقیقاتی بر بازه‌های زمانی قدیمی‌تر در ایران صورت گرفته‌است و نتایج آن نشان می‌دهد جامعهٔ ایرانی از دیرباز با مشکل تظاهر و ریاکاری روبرو بوده‌است. از سده‌های هفتم و هشتم، اولین ادبیات برخلاف ریاکاری و تظاهر یافت شده‌اند. نوشتار ادبی و تاریخی این دوران حکایت از آن دارند که در این دوره جامعه دچار مشکل تظاهر بوده‌است. به عنوان یک مثال الگوگیری اجتماعی، بسیاری از مردم ایران ممکن است برای کسب امکانات اجتماعی یا کسب تأیید اجتماع، خود را دین‌دار و مؤمن نشان دهند اما در عمل، چنین نباشند. جامعه کنونی ایران، ریاکاری و تظاهر را به عنوان یک استراتژی تعامل پذیرفته‌است. به شکل کلی، فرهنگ تاریخی جامعه، حکومت و ارزش‌هایی که شغل شخص برای وی ایجاد می‌کنند، باعث گسترش تظاهر، خودسانسوری و ریاکاری در جامعه ایرانی شده‌است. همچنین وجود تضاد فرهنگی/فکری در مردم ایران، که به دلیل پیشینه این کشور است باعث دامن زدن به ریاکاری و دوگانگی ارزشی در ایران شده‌است. در طول تاریخ، مردم ایران همواره ارزش‌های قدرت سیاسی را محترم شمرده‌اند، هرچند که با هربار تغییر حکومت، تضادهای تازه‌ای به وجود آمده‌است. صدیقه مقدم، پژوهشگر دین، ایمان و اخلاص، در سال ۱۳۹۶ اعلام کرد که ریاکاری در جامعه ایران بی‌داد می‌کند.

### پژوهش سال ۱۳۹۳
پژوهش سال ۱۳۹۳ که نتایج آن در وبسایت پژوهشگاه فرهنگ، هنر و ارتباطات منتشر شد، نشان داد که دلیل ایرانیانی که تملق (چاپلوسی-ریاکاری) را جایز می‌دانند، راهگشا بودن آن در جامعه، شناخته شدن به عنوان مهارتی اجتماعی، پذیرش اجتماعی، کمک به ایجاد دوستی و طی کوتاه‌ترین راه برای کسب موفقیت بوده‌است.

### تأثیر بر تحلیل‌های جمعی
باتوجه به اینکه ریاکاری و دوگانگی ارزشی در جامعه ایران نهادینه شده‌است، مردم این کشور در مصاحبه‌ها، نظرسنجی‌ها و مباحث گروهی، ممکن است که به‌طور معمول برخلاف نظریات واقعی و باورهای خود نظرشان را اعلام کنند و به آنچه معمول می‌خوانند، تظاهر کنند؛ بنابراین تحلیل‌های جمعی در ایران می‌تواند دشوار و غیرممکن باشد. همچنین پیش‌بینی کنش جمعی ایرانیان، در سال‌های اخیر دشوارتر شده‌است.

## ریاکاری حکومت‌های ایران

### جمهوری اسلامی ایران
ریا و فریب‌کاری جمهوری اسلامی ایران مورد بحث بوده‌است. وزارت خارجه ایالات متحده آمریکا، با اشاره به امتیازات ویژه روحانیون و فسادهای اقتصادی ایران، حکومت جمهوری اسلامی ایران را مملو از فاسدان ریاکار دانسته‌است. با وجود اینکه این حکومت اسلامی دانسته می‌شود، دارای دستگاه‌هایی غیرشفاف، فساد گسترده حتی در بالاترین نهادهای کشوری و مشکلات عمیق اجتماعی است. این مشکلات همگی در حالی هستند که روحانیون به شکلی پیوسته در حال تأثیرگذاری بر مردم هستند و در تلویزیون ملی ایران، به شکلی پیوسته آموزه‌های دینی پخش می‌شود و انواع مراسم‌های مذهبی به‌طور کشوری در ایران برگزار می‌شوند. رسانه فارسی رادیو فردا در این‌باره چنین دیدگاهی داشت: «دین برای بسیاری چیزی نیست جز نقابی برای ریاکاری و همنوایی با معنویت دولتی». برایان هوک، سیاستمدار آمریکایی، حکومت جمهوری اسلامی ایران را عمیقاً ریاکار دانسته‌است.

#### اقامت مقامات و بستگان آنان در کشورهای توسعه‌یافته
گاه تصاویر و گزارش‌هایی از بستگان مقامات حکومت جمهوری اسلامی ایران در خارج، در شبکه‌های اجتماعی پخش می‌شود. بستگان مقامات ایرانی به داشتن زندگی لوکس و استفاده از امکاناتی متهم شده‌اند که به دستور خویشاوندانشان که در مقام‌های کشوری هستند، مردم ایران از آنها محروم گشته‌اند. اقامت بستگان مقامات ایرانی در خارج از کشور، همچنین با انتقاد برخی از مسئولان دولتی جمهوری اسلامی ایران نیز مواجه شده‌است. وزارت خارجه آمریکا، دربارهٔ اقامت مقامات جمهوری اسلامی ایران و بستگان آنان در ایالات متحده اعلام کرد «درحالی‌که مقامات رژیم شعار مرگ بر آمریکا سر می‌دهند، خانواده‌هایشان را عازم به اصطلاح شیطان بزرگ می‌کنند تا در این کشور زندگی و تحصیل کنند و منابع مردم ایران را برای این منظور به کار می‌برند». وی همچنین این را نشانی از ریاکاری حکومت ایران خواند.

#### فیلم‌های آمیزش جنسی مقامات
رسانه جهانی فرانس ۲۴، در یک تحلیل معتقد است مردم ایران می‌دانند که فیلم‌های آمیزش جنسی مقامات ایرانی نشان‌دهنده ریاکاری نظام جمهوری اسلامی ایران است. بیشتر فیلم‌ها، از جمله فیلم آمیزش جنسی استاندار سابق کهگیلویه و بویراحمد با یک دوربین مخفی -احتمالاً مداربسته- گرفته شده‌است اما یکی از فیلم‌ها را خود مقام دولتی گرفته بوده و بعداً پخش شده‌است. انتشار فیلم‌های آمیزش جنسی تنها مختص به مقامات حکومتی و دولتی نبوده و حتی از یک فرمانده پیشین نیروی انتظامی استان تهران نیز چنین فیلمی منتشر شده‌است. دلیل حساسیت مردم ایران به فیلم‌های آمیزش جنسی مقامات نیز، نوع حکومت و ارزش‌های آن دانسته شده‌است. یکی از فیلم‌های پخش شده که مربوط به یک نماینده مجلس بود، به توطئه‌هایی از خارج از کشور مربوط دانسته شد.

#### قطع اینترنت برای مردم
پس از آنکه در جریان اعتراضات آبان ۱۳۹۸ ایران حکومت ایران اینترنت را برای مردم قطع کرد، رسانه‌های وابسته به حکومت جمهوری اسلامی ایران، هنوز در حال پوشش خبری در شبکه‌های اجتماعی خارجی بودند. وزارت خارجه ایالات متحده آمریکا، این عمل را یک ریاکاری از سوی حکومت ایران خواند که سعی دارد در غیاب مردم، به تبلیغات بپردازد.

#### فناوری و رسانه‌های اجتماعی
در سال ۲۰۱۹، محمد جواد ظریف قصد داشت به دیدن مجید تخت‌روانچی، سفیر ایران در سازمان ملل، در آمریکا برود که به دلیل محدودیت‌ها نتوانست. ظریف کمی بعد اعلام کرد: «به لطف فناوری، توانستم دوست ۴۰ ساله‌ام و سفیر ایران در سازمان ملل تخت‌روانچی که در بیمارستانی اینجا در نیویورک، تنها چند بلوک دورتر از من بستری است، ببینم و صحبت کنم». که چنین پاسخی را از ریچارد گرینل گرفت: «شما مانع دسترسی مردم ایران به فناوری و رسانه‌های اجتماعی می‌شوید و همچنان گروگان می‌گیرید. ریاکاری شما حد ندارد».